# Liste von Augustinerklöstern
Diese Liste enthält bestehende und ehemalige Klöster des Augustinerordens (OSA, bis 1963 Augustiner-Eremiten).
Zu den Frauenklöstern siehe Augustiner-Eremitinnen, zu den Regularkanonikern Liste der Augustiner-Chorherrenstifte und Liste der Augustiner-Chorfrauenstifte. Zu den Observanten siehe Augustiner-Barfüßer.

## Bestehende Klöster (Auswahl)
Deutschland
- Kloster St. Michael Münnerstadt, seit 1652 (vorher Augustiner 1279–1525)
- Augustinerkloster Fährbrück, seit 1880 (vorher Benediktiner, Karmeliten und Redemptoristen)
- Kloster St. Rita Berlin-Reinickendorf, seit 1929
- Kloster Maria Eich, Planegg, seit 1953
- Augustinerkloster St. Bruno Würzburg, seit 1958 (vorher bis 1813 Augustiner)[1]
- Augustinerkloster Zwiesel „Maria Trost“, seit 1962
- Studienseminar Weiden
- Augustinerkloster Erfurt, seit 2013

Österreich
- Augustinerkloster Wien

Tschechien
- Abtei St. Thomas, Alt Brünn, seit 1989, einzige Abtei des Ordens (Zisterzienserinnen 1323–1782, Augustinereremiten 1783–1950)

## Ehemalige Klöster

### Deutschland
13. Jahrhundert
- Augustinerkloster Memmingen (um 1240–1803)
- Augustinerkloster Hillesheim/Eifel (1242–nach 1562, heute Hotel)
- Augustinerkloster Himmelpforten bei Wernigerode, Harz, (1253–1525, vorher Wilhelmiten)
- Kloster Marienthal bei Wesel (1258–1806)
- Augustinerkloster Gotha, Thüringen (1258–1525, vorher Zisterzienserinnen)
- Augustinerkloster Herzberg,  Niederlausitz (nach 1256–1522)
- Augustinerschule Friedberg (vor 1260–1541)
- Augustinerkloster Mainz (1260–1803)
- Augustinerkloster (Speyer) (1260–1526)
- Augustinerkloster Tübingen (1262–1534/47)
- Augustinerkloster Würzburg (1262–1802, danach Umzug ins ehemalige Dominikanerkloster)
- Kloster Bedernau (?–1263)
- Augustinerkloster Mindelheim (1263–1526, danach Jesuiten)
- Kloster Schönthal, Oberpfalz (1263–1802, vorher Wilhelmiten)
- Kloster Seemannshausen (1263–1802, vorher Wilhelmiten (1255–1263))
- Augustinerkloster Köln (vor 1264–1802)
- Augustinereremitenkloster Worms (1264–1566)
- Augustinerkloster Esslingen (1264?/1282–1531), danach Wohnhaus Augustinerstraße 8
- Augustinerkloster Nürnberg (vor 1265–1524)
- Halle/Saale, Sachsen-Anhalt (1267–)
- Augustinerkloster Regensburg (1267–1810)
- Augustinerkloster Konstanz (1268–1802)
- Augustinerkloster Breisach (vor 1271–1793)
- Augustinerkonvent Trier (1271–1794/1802)
- Augustinerkloster Aachen (1275–1802)
- Augustinerkloster Erfurt (1277–1525)
- Kloster der Augustinereremiten (Freiburg im Breisgau) Augustinermuseum (1278–1783)
- Augustinerkloster Eschwege (1278–1527)
- Augustinerkloster Heidelberg (vor 1279–1547)
- Augustinerkloster Langensalza, Thüringen (1280–1539, heute Heimatmuseum)
- Augustinerkloster Lippstadt (1282–1578)
- St. Lambertus (Bedburg)  (1284/1623–1802 Augustinergymnasium)
- Augustinerkloster Schwäbisch Gmünd (1284–1810)
- Augustinerkloster Magdeburg mit Wallonerkirche (1285–1524)
- Augustinerkloster Grimma mit Klosterkirche Sachsen (1287–1541), danach Gymnasium
- Augustiner-Eremiten-Kloster (Herford) (1288–1540)
- Augustinerkloster Gartz (Oder), Brandenburg (1289/91–16. Jahrhundert)
- Augustinerkloster Quedlinburg (1290–1523)
- Augustiner-Eremiten-Kloster (Helmstedt) (1290–1527)
- Kloster Windsheim  (1291–1525, 1713 abgebrochen)
- Augustinerkloster Lauingen (1292–1540, 1656–1804)
- Augustinerkloster München (1294–1803)
- Augustinerkloster Weil (der Stadt) (1294–1803)
- Augustinerkloster Sangerhausen, Thüringen (1294–1539)
- Augustinerkloster Neustadt/Orla, Thüringen (1294–1532)
- Kloster Rötz (1297–1803)
- Landau/Pfalz, Augustinerkloster, heute Pfarrkirche Hl. Kreuz (vor 1299–1794)
- Kloster zu den Klingen Alzey (1299–2. Juli 1499)
- Kloster Alsfeld (Ende 13. Jh.–1527)

14. Jahrhundert
- Nordhausen, Thüringen (um 1300–1525)
- Wallerfangen (1306–?)
- Kloster Anklam, Vorpommern (1310–1530 aufgelöst)
- Augustiner-Eremiten-Kloster (Einbeck) (1314–1536)
- Schmalkalden (1320–1527/48)
- Salzwedel (1337–1541)
- Wesel (1353–1806)
- Augustinerkloster Königsberg, Bayern (1363–1528, verfallen)
- Kloster Pappenheim (1372–1545)
- Hirzenhain (1375–1554)
- Augustinerkloster Zerbst, Sachsen-Anhalt (1390–1522)
- Wannental (vor 1395–nach 1403)

15. Jahrhundert
- Augustinerkloster (Dresden) (1404–1543)
- Waldheim, Sachsen (1404–1537), danach Schloss, heute JVA
- Kloster Ramsau bei Haag (1412–1802, danach Franziskanerinnen)
- Kloster Bödingen (1424–1803)
- Uttenweiler (1450–1807)
- Kloster Engelberg bei Winterbach (1466–1538)
- Ehrenbreitstein (1494–1573) unterhalb der Burg
- Kuddewörde (1495–1524)

16. Jahrhundert
- Augustinereremitenkloster Sternberg (1500–1527)
- Augustinerkloster Wittenberg, danach Augusteum und Lutherhaus Wittenberg  (1504–1524)
- Augustinerkloster St. Anna Eisleben, Sachsen-Anhalt (1515 bis 1523)
- Kloster Oberndorf am Neckar (1559–1806, vorher Augustinerinnen)

17. Jahrhundert
- Kloster ob der Schutter Ingolstadt (1606–1802, danach Franziskaner)
- Augustinerkloster Erfurt (1618–1822)
- Frauweiler (1625–1802)
- Augustinerkloster Rösrath bei Köln (1677 bis )
- Kloster Aufkirchen (1686–1803, seit 1896 unbeschuhte Karmelitinnen)
- Kloster Bettbrunn (1690–1803)
- Wallerfanger Konvent Saarlouis (1691–1792, seitdem Jesuiten)
- Kloster Allerheiligen Tittmoning (1682–1806)

18. Jahrhundert
- Kloster Heiligkeuz (Kempten, 1807–1829, vorher Franziskaner-Observanten (1715–1805))
- Kloster Jakobsberg (nach 1720–?)
- St. Laurentius (Wiesloch) (1738–1802)

19. Jahrhundert
- Augustinerkloster Germershausen bei Göttingen (1864–2019)
- Kloster Fuchsmühl (1898–2010)

20. Jahrhundert
- Kloster St. Augustin Weiden, Oberpfalz (1917–2010)
- Kartause Marienburg bei Dülmen (1920–1956)
- Augustinerkloster Messelhausen (1932–2013)
- Kloster Walldürn (1938–2007)
- Stuttgart-Sillenbuch (1952–2009)

### Weitere Länder
Belgien
- Augustinerkloster Gent
- Augustinerkloster Löwen

Frankreich
- Augustinerkloster Paris

Irland
Italien
- Eremo della Sambuca bei Collesalvetti (1238 gegründet)
- Kloster Sant’Agostino in Palermo

Mexiko
- Augustinerkonvent Acolman, nördlich von Mexiko-Stadt (1536 an den Augustinerorden übergeben)

Nordirland
- Kloster Bangor

Norwegen
- Kloster Utstein

Österreich
- Klosterhof Altmannsdorf bei Wien (aufgelöst)
- Augustinerkloster Fürstenfeld (1365 gegründet, aufgelöst)
- Augustinerkloster Güssing (1520–1574)
- Augustinerkloster Mülln bei Salzburg (1605–1818, vorher Kollegiatstift)
- Kloster Rattenberg in Rattenberg (Tirol) (1385–1971)

Polen
- Kloster Friedeberg in der Neumark
- Kloster Königsberg in der Neumark
- Kloster Landsberg an der Warthe
- Kloster Lippehne in der Neumark
- Augustinerkloster Rößel, Ermland, (14.–16. Jh.)
- Kloster Neustettin in Pommern
- Kloster Stargard in Pommern

Schweiz
- Augustinerkloster in der Au, Freiburg im Üechtland (Mitte 12. Jahrhundert–?)
- Augustinerkloster Zürich (1270 bis 15. Jahrhundert)

Spanien
- Kloster San Millán de la Cogolla (seit 1878, vorher Benediktiner (1001/1053–1878?))
- Kloster Xunqueira de Espadañedo (1150–1170, danach Zisterzienser)
- Santuario de Nuestra Señora de Regla in Chipiona (1399–1835, danach Franziskaner)

Tschechien
- Augustinerkloster Fulnek (1389–1822)
- Kloster St. Katharina (Prag) (16.–18. Jahrhundert, vorher Augustinerinnen)
- Augustinerkloster Leitomischl (gegründet 1356, aufgelöst)

Ungarn
- Augustinerkloster Lichtenfeld

Zypern
- Augustinerkloster Nikosia (seit 1570 Moschee)